# ألف بونيفي براين
ألف بونيفي براين (بالنرويجية البوكمول: Alf Bonnevie Bryn)‏ هو مهندس نرويجي، ولد في 26 أغسطس 1889 في كريستيانية في النرويج، وتوفي في 12 سبتمبر 1949 في أوسلو في النرويج.